# Conselho Nacional do Turquemenistão
O Conselho Nacional do Turquemenistão (Turcomeno: Milli Geěeş) é o órgão legislativo nacional ou parlamentar bicameral do Turquemenistão. A câmara alta é o Conselho Popular (Turcomeno: Halk Maslahaty) e a câmara baixa é a Assembleia (Turcomeno: Mejlis). O Conselho Nacional foi criado em março de 2021 após a eleição de membros para a câmara alta, que, por sua vez, seguiu uma emenda constitucional no final de 2020.